# Chamaepsylla hartigii
Chamaepsylla hartigii är en insektsart som först beskrevs av Flor 1861.  Chamaepsylla hartigii ingår i släktet Chamaepsylla och familjen rundbladloppor. Arten är reproducerande i Sverige. Inga underarter finns listade i Catalogue of Life.